# Ministerio del Azúcar
El Ministerio del Azúcar (MINAZ) fue el organismo encargado de dirigir, ejecutar y controlar la política del Estado y gobierno en Cuba, en cuanto a actividades de la agricultura cañera, industria azucarera y sus derivados así como su comercialización entre 1964 y 2011.
Conocido como Ministerio de la Industria Azucarera entre 1964 a 1976.

## Historia
El MINAZ fue creado en 1964 con el objetivo de orientar y controlar la producción de azúcares y derivados y de la agroindustria en el sector para el desarrollo. Cuba fue una vez el mayor exportador mundial de azúcar con ocho millones de toneladas de azúcar sin refinar en 1990, pero su declive comenzó con el colapso de la Unión Soviética en 1991.
Entre 2002 y 2004 se redujo la superficie de cultivo de 2 millones de hectáreas a unas 750.000, de acuerdo con datos oficiales.
La industria azucarera de la isla registró en 2010 la zafra más pequeña en 105 años, con una producción de 1,1 millones de toneladas.

## Funciones
- Orientar y controlar las actividades de la producción agrícola cañera, agropecuaria y forestal de los sectores cooperativos, privados y estatales vinculados con el organismo y proyectar su desarrollo. *Controlar, proteger y desarrollar el fondo de tierra bajo la administración del MINAZ, así como garantizar la aplicación de las disposiciones legales en materia de sanidad vegetal.
- Orientar y controlar la producción de azúcares y derivados y de la agroindustria en el sector, así como proyectar su desarrollo.
- Orientar y controlar las actividades de mecanización en el cultivo y la cosecha de la azúcar, en las producciones agropecuarias y en la maquinaria industrial; el desarrollo de nuevas tecnologías encaminadas a optimizar el rendimiento de los equipos en las labores para las que han sido destinadas y observar y cumplir las regulaciones sobre uso, protección y conservación de los suelos.
- Orientar, controlar y proyectar el desarrollo de los servicios industriales, agrotécnicos, de automatización e informática del sector, que forman parte del sistema de apoyo a la producción agroindustrial.
- Orientar y controlar la política económica y financiera aprobada para el sistema MINAZ, dirigida a incentivar prioritariamente la producción cañera, la producción agropecuaria y forestal y de derivados.
- Orientar y controlar la política y estrategia de comercialización del azúcar y derivados de la caña, en lo concerniente a la mercadotecnia de sus productos, servicios y tecnologías, así como para las inversiones con capital extranjero, en cualquiera de las formas tipificadas por la ley.
- Establecer, dirigir y controlar las políticas relativas a la utilización de los recursos humanos del sector, a su capacitación y superación técnica, profesional y de dirección, en cumplimiento de la política del estado y gobierno referente a la reestructuración y perfeccionamiento del sector y la vinculación de sus dirigentes y trabajadores al estudio como forma de trabajo, en coordinación con los organismos y organizaciones que correspondan.

## Cierre
En septiembre de 2011 el primer ministro cubano Raúl Castro anunció la disolución del MINAZ mediante el Decreto-Ley 287 y asignó al Ministerio de la Agricultura la responsabilidad de supervisar el uso de la tierra, al Ministerio de Economía y de Planificación de velar por la producción del endulzante y sus derivados y al de Comercio Exterior y la Inversión Extranjera la comercialización de sus productos  en el extranjero e inversión extranjera en el sector azucarero.
El Decreto-Ley 294 de 2011 crea en su lugar el Grupo Empresarial Agroindustrial Azucarero (AZCUBA).

## Ministros
- Orlando Borrego (1964-1968) - Destituido por diferencias estratégicas.
- Francisco Padrón (1968-1970) - Destituido por incumplimiento de planes (Zafra de los diez millones)
- Marcos Lage Coello (1970-1977) - Designado Ministro de la Industria Sideromecánica.
- Diocles Torralbas (1977-1985) - Designado Ministro de Transporte
- Antonio Rodríguez Maurell (1985-1986) - Designado Presidente de la Junta Central de Planificación (JUCEPLAN)
- Juan Herrera Machado (1986-1993)
- Nelson Torres Pérez (1993-1997) - Destituido por corrupción.
- Ulises Rosales del Toro (1997-2009) - Designado Ministro de Agricultura.
- Luis Manuel Ávila Cruz (2009-2010) - Renuncia por críticas
- Celso García Ramírez (2010-2011) - Extinción del ministerio cuyas funciones se distribuyen entre los Ministerios de Agricultura, de Economía y de Comercio Exterior